# The Den
The Den (também chamado de The New Den) é um estádio de futebol localizado na cidade de Londres, na Inglaterra. Pertence ao Millwall e possui capacidade para 20.146 pessoas.

## Médias de público nos últimos anos
- 2018-19: 13.624 (The Championship)
- 2017-18: 13.368 (The Championship)
- 2016-17: 9.340 (League One)
- 2015-16: 9.108 (League One)
- 2014-15: 10.902 (The Championship)
- 2013-14: 11.330 (The Championship)
- 2012-13: 10.559 (The Championship)
- 2011-12: 11.484 (The Championship)
- 2010-11: 12.438 (The Championship)
- 2009-10: 10.835 (League One)
- 2008-09: 8.940 (League One)
- 2007-08: 8.669 (League One)
- 2006-07: 9.452 (League One)